# Великий дружній велетень (фільм)
«Великий дружній велетень» (англ. The BFG, скор. від англ. Big Friendly Giant) — американський пригодницький фільм-фентезі, знятий Стівеном Спілбергом за однойменною книгою Роальда Дала. Прем'єра стрічки в Україні відбулася 30 червня 2016 року. Фільм розповідає про дівчинку на ім'я Софі, яка одного разу зустріла загадкового велетня.

## У ролях
- Рабі Бернгілл — Софі[5]
- сер Марк Райленс — Великий дружній велетень[6]
- дама Пенелопа Вілтон — королева Великої Британії
- Ребекка Голл — Мері, покоївка
- Рейф Сполл — пан Тіббс, дворецький
- Кріс Шилдс — генерал, головнокомандувач армії
- Метт Фрюер — генерал, головнокомандувач військово-повітряних сил
- велетні-людожери:
  - Джемейн Клемент — Тілогриз (англ. Fleshlumpeater)
  - Білл Гейдер — Кровопопивач (англ. Bloodbottler)[7]
  - Адам Годлі — Досмертістискач (англ. Manhugger)
  - Пол Моніз де Са — М'ясопоглинач (англ. Meatdripper)
  - Джонатан Голмс — Дітопожирач (англ. Childchewer)
  - Майкл Адамвейт — Різниченко (англ. Butcher boy)
  - Оулавюр Оулафссон[8] — Дівчатокчавчав (англ. Maidmasher)
  - Деніел Бекон — Костохруст (англ. Bonecruncher)
  - Кріс Гіббс — Угорлоковтач (англ. Gizzardgulper)